# Miguel Grau
Miguel Grau, perujski admiral, * junij 1834, Piura, † 8. oktober 1879.
Grau velja za najboljšega perujskega pomorskega častnika vseh časov.